# Stijn Van de Voorde
Stijn Van de Voorde (Sint-Niklaas, 2 augustus 1977) is een Belgisch radiopresentator uit Oost-Vlaanderen. Hij werkt sinds 2001 bij Studio Brussel en is bij de zender de langst dienende presentator.

## Loopbaan
Stijn Van de Voorde presenteerde bij Studio Brussel onder andere Expeditie Antarctica op woensdag en zondag (herhaling), Belfort, de Sample Minds, Que Pasa en Kvraagetaan op zaterdagavond en Line Up elke weekdag behalve vrijdag waarin hij Vlaanderen opwarmde voor de festivalzomer. Iedere aflevering stond een stunt centraal waarbij combitickets voor Werchter konden verdiend worden. Ook werden allerlei andere dingen weggeven, zoals Combitickets Dour, Lokerse Feesten of Feest in het park.
In 2010 presenteerde hij het programma Stijn van de muziek, waarin hij allerlei muziekweetjes verklapt en minder bekende nummers bijbrengt. Ook presenteerde hij het radioprogramma Listomania, waarvoor hij inspiratie putte uit het gelijknamige zelfgeschreven boek uit 2011, dat over allerhande lijstjes uit de pop- en rockwereld gaat.
Hierna werd Stijn Van de Voorde sidekick van Siska Schoeters in Siska Staat Op! en was hij een van de drie presentatoren voor Music For Life 2013.
In 2013 en 2014 maakte Van de Voorde ook een boekenprogramma voor Canvas, Man over boek. Hij werkte samen met grafisch vormgeefster Eva Goethals aan het project Pop = Art, een grafische weergave van 60 pophits uit 60 jaar popgeschiedenis. In januari 2016 was de tentoonstelling te zien in Museum M in Leuven. Er verscheen ook een boek bij dit project.
In het voorjaar 2014 was Van de Voorde panellid in de muziekquiz Olalala van Canvas bij quizleidster Siska Schoeters. Hij was in 2015 een vaste gast in het één-programma Bart en Siska.
In 2011 maakte Van de Voorde met Otto-Jan Ham de voorstelling Music Was My First Love. In 2015 was Stijn Van de Voorde te zien in de theatervoorstelling Spijtig van de bomen. In 2016 startte hij met een nieuwe voorstelling over hedendaagse kunst Prachtig in zijn genre.
Sinds 2014 schrijft Van de Voorde een wekelijke column voor de krant De Morgen (Cult en Zeno).
Van de Voorde speelde als dj op o.a. De Lokerse Feesten, Crammerock, Marktrock, pukkelpop en Suikerrock. Sinds 2013 presenteert hij de Mainstage van Rock Werchter.
In 2017 nam Van de Voorde deel aan het programma De Slimste Mens ter Wereld. Hij werkte tevens mee aan "California Love", een miniserie waarbij hij door Californië trekt om de muziekgeschiedenis van deze Amerikaanse staat te ontdekken. Later dat jaar deed hij nog eens hetzelfde in Groot-Brittannië, wat leidde tot de miniserie "Great! Britain". In 2019 maakte hij de docureeks Rock 'n' Roll High School, waarin hij met Thibault Christiaensen naar Seattle, New York en Manchester trok op zoek naar het verhaal van hun muzikale helden. Hij maakte in 2019 ook een documentaire over het festival Burning Man.
Van de Voorde maakte in de zomer van 2020 de zesdelige podcast reeks Vijftig tinten gras waarin hij 50 jaar festivals in Vlaanderen overloopt. In 2020 is hij voorts ook gestart met de podcast De popcast van de week waarin hij de muziekweek bespreekt met een bekende gast.
In 2020 startte hij met een theatertour (onderbroken door de Coronacrisis maar voortgezet in het najaar van 2021), For those about to rock I salute you met muziek en anekdotes over rockmuzikanten. In mei 2021 verscheen zijn boek over de link tussen zomer en muziek Here Comes The Sun. Hij presenteerde het gelijknamige programma met zomerse platen op Studio Brussel. Door zijn kennis van pop- en rockmuziek wordt hij geregeld als studiogast in actualiteitenprogramma's gevraagd bijvoorbeeld na het overlijden van artiesten.
Met Babyhair bracht hij in 2022 de single Nature Full Blown uit. Hij nam het initiatief voor het ludieke Hairfest in maart 2022 in Sint-Niklaas.
Sinds begin 2022 maakt hij specials voor het digitale kanaal De Tijdloze. Op 31 december 2022 presenteerde hij voor het eerst De Tijdloze 100 met Roos Van Acker op StuBru.
Met de zaalshow For those about to rock more, over vrouwen in de muziekwereld, trekt hij begin 2023 door Vlaanderen.
In 2024 begon hij zijn volgende zaalshow Video Killed the Video Star, een theaterspecial over een halve eeuw videoclips.

## In het verleden gepresenteerde programma's
- Coach Kenneth
- Eburonen
- Block Party
- King of Pop

## Trivia
- In 2017 deed Van de Voorde mee aan De Slimste Mens ter Wereld. Hij deed echter maar één aflevering mee.
- In 2024 was hij te gast in het programma Drugs Dus van Otto-Jan Ham op de VRT.[9]